# Leptophis
Genre
Leptophis est un genre de serpents de la famille des Colubridae.

## Répartition
Les espèces de ce genre se rencontrent en Amérique centrale et dans le nord de l'Amérique du Sud.

## Description
Les espèces de ce genre sont des serpents au corps fin avec une longue queue. Leur tête est nettement distincte du cou. Ils se caractérisent par un maxillaire portant entre 18 et 36 dents, augmentant progressivement de taille vers la partie postérieure. Leurs yeux présentent des pupilles rondes et ont un diamètre pratiquement égal à la distance qui les sépare de la narine.

## Liste des espèces
Selon The Reptile Database (10 décembre 2013) :
- Leptophis ahaetulla (Linnaeus, 1758)
- Leptophis coeruleodorsus Oliver, 1942
- Leptophis cupreus (Cope, 1868)
- Leptophis depressirostris (Cope, 1861)
- Leptophis diplotropis (Günther, 1872)
- Leptophis haileyi Murphy, Charles, Lehtinen & Koeller, 2013
- Leptophis mexicanus Duméril, Bibron & Duméril, 1854
- Leptophis modestus (Günther, 1872)
- Leptophis nebulosus Oliver, 1942
- Leptophis riveti Despax, 1910
- Leptophis stimsoni Harding, 1995

## Étymologie
Le genre Leptophis, du grec ancien λεπτός, leptos, « mince », et  ὄφις, óphis, « serpent », a été choisi en référence à leur morphologie.

## Publication originale
- Bell, 1825 : On Leptophina, a group of Serpents comprising the Genus Dryinus of Merrem, and a newly formed Genus proposed to be named Leptophis. Zoological Journal, vol. 2, p. 322-329 (texte intégral).